# Кшекотувек
Кшекотувек (пол. Krzekotówek, нім. Klein Vorwerk) — село в Польщі, у гміні Котля Ґлоґовського повіту Нижньосілезького воєводства.
Населення — 134 особи (2011).
У 1975-1998 роках село належало до Легницького воєводства.

## Демографія
Демографічна структура станом на 31 березня 2011 року:
|          | Загалом | Допрацездатний вік | Працездатний вік | Постпрацездатний вік |
| -------- | ------- | ------------------ | ---------------- | -------------------- |
| Чоловіки | 72      | 23                 | 47               | 2                    |
| Жінки    | 62      | 12                 | 43               | 7                    |
| Разом    | 134     | 35                 | 90               | 9                    |